# Пролетариатис брдзола
«Пролетариатис брдзола» («Борьба пролетариата») — грузинская нелегальная газета, орган Кавказского союза РСДРП, выходившая с апреля — мая 1903 года по октябрь 1905 года на грузинском языке. Была закрыта после выхода 12-го номера.
По возвращении из ссылки, в 1904 году, редакцию возглавил И. В. Сталин. В состав редакции входили также А. Г. Цулукидзе, С. Г. Шаумян и др. Руководящие статьи в газете писал И. В. Сталин. «Пролетариатис брдзола» являлась преемницей газеты «Брдзола».
Первый съезд Кавказского союза РСДРП решил объединить с газетой «Брдзола» армянскую социал-демократическую газету «Пролетариат» в один общий орган, издаваемый на трех языках: грузинском («Пролетариатис брдзола»), армянском («Пролетариати Крив») и русском («Борьба пролетариата»). Содержание газеты на всех трех языках было тождественным. Порядок номеров сохранялся от предшествующего издания на данном языке.
«Пролетариатис брдзола» была самой крупной после «Вперед» и «Пролетария» нелегальной большевистской газетой, последовательно отстаивавшей идеологические, организационные и тактические основы марксистской партии. Редакция газеты поддерживала тесную связь с В. И. Лениным и большевистским заграничным центром. Когда с декабре 1904 года вышло извещение об издании газеты «Вперед», Кавказский союзный комитет образовал литературную группу для поддержки «Вперед». В ответ на приглашение Союзного комитета сотрудничать в «Пролетариатис брдзола» В. И. Ленин в письме от 20 декабря (н. ст.) 1904 года писал: «Дорогие товарищи! Получил Ваше письмо насчет „Борьбы пролетариата“. Постараюсь писать и передам товарищам по редакции».
«Пролетариатис брдзола» систематически перепечатывала на своих страницах статьи и материалы из ленинской «Искры», а затем и из «Вперед» и «Пролетария». В газете публиковались статьи В. И. Ленина. В «Пролетарии» неоднократно давались положительные рецензии и отзывы о «Пролетариатис брдзола», а также перепечатывались из неё статьи и корреспонденции. В № 12 «Пролетария» отмечается выход первого номера «Борьбы Пролетариата» на русском языке. В конце заметки говорится: «Нам еще придется вернуться к содержанию этой интересной газеты. Горячо приветствуем расширение издательской деятельности Кавказского союза и желаем ему дальнейших успехов в восстановлении партийности на Кавказе».